# Masdevallia floribunda
Masdevallia floribunda är en orkidéart som beskrevs av John Lindley. Masdevallia floribunda ingår i släktet Masdevallia och familjen orkidéer. Inga underarter finns listade i Catalogue of Life.

## Bildgalleri

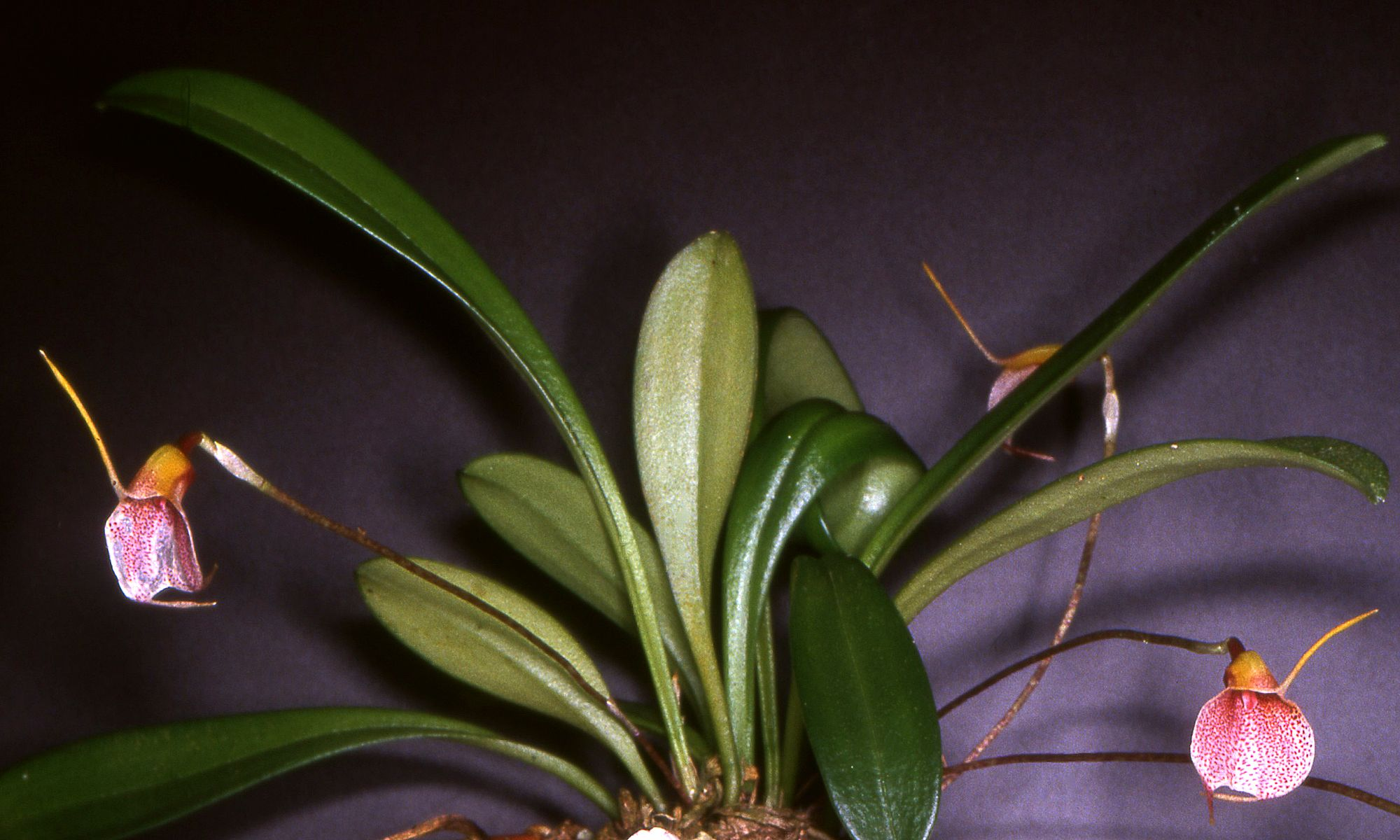
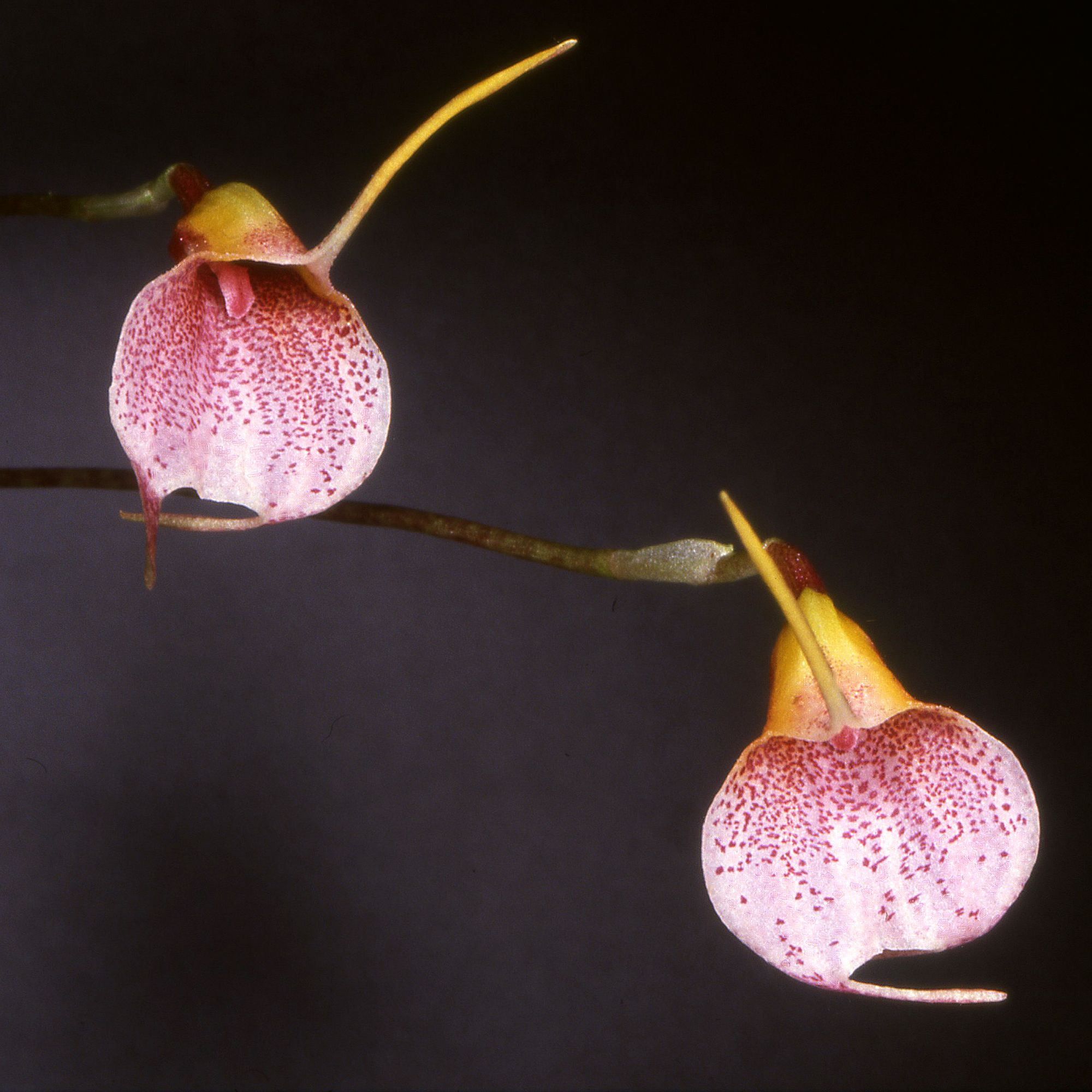
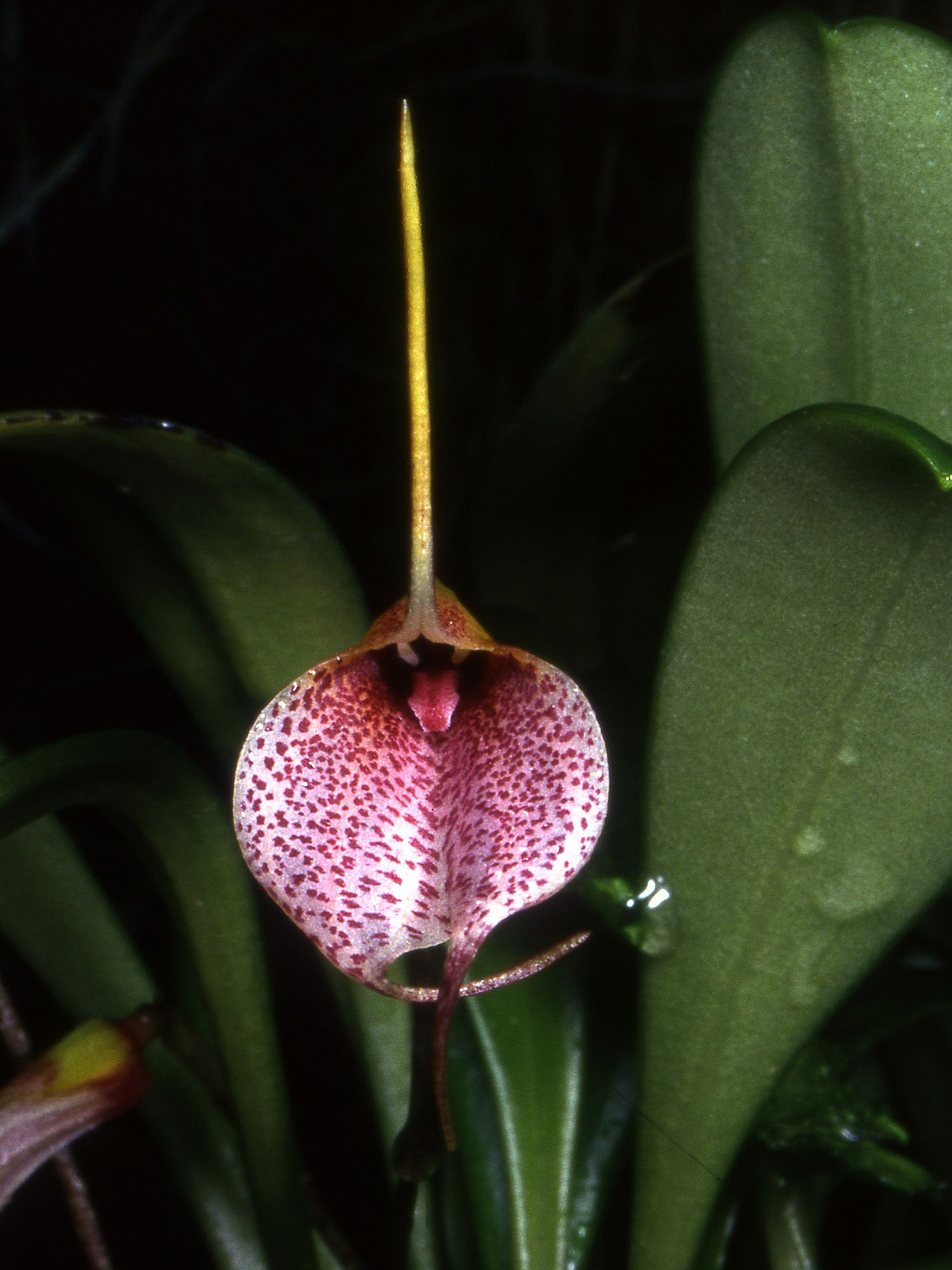
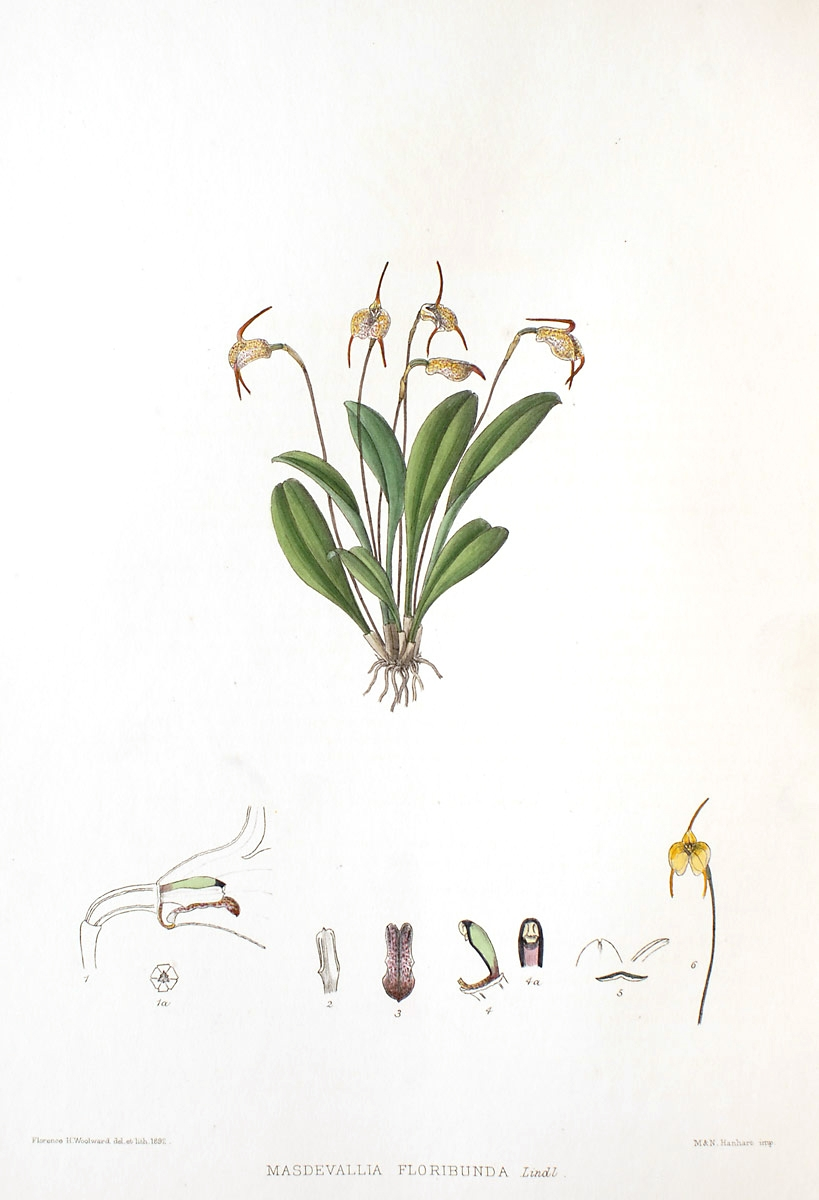